# Campionato mondiale femminile di pallamano 2015
Il campionato mondiale femminile di pallamano 2015 è stato la ventiduesima edizione del massimo torneo di pallamano per squadre nazionali femminili, organizzato dalla International Handball Federation (IHF). Il torneo si è disputato dal 5 al 20 dicembre 2015 in Danimarca in quattro impianti e le finali si sono disputate a Herning. Vi hanno preso parte ventiquattro rappresentative nazionali. Il torneo è stato vinto per la terza volta dalla Norvegia, che in finale ha superato la Romania.

## Formato
Le ventiquattro nazionali partecipanti sono state suddivise in quattro gironi da sei squadre ciascuno. Le prime quattro classificate accedono alla fase a eliminazione diretta. Le squadre classificate al quinto e sesto posto nel turno preliminare accedono alla Coppa del Presidente, nella quale le quinte classificate si affrontano per i piazzamenti dal diciassettesimo al ventesimo posto, mentre le seste classificate si affrontano per i piazzamenti dal ventunesimo al ventiquattresimo posto. La vincitrice del campionato mondiale viene ammessa direttamente al torneo femminile di pallamano ai Giochi della XXXI Olimpiade, mentre le successive sei migliori nazionali, che non si sono ancora qualificate attraverso i rispettivi tornei continentali, vengono ammesse al torneo preolimpico di qualificazione.

## Impianti
Il torneo viene disputato in quattro sedi in Danimarca.
| Herning                               | Kolding                       |
| ------------------------------------- | ----------------------------- |
| Jyske Bank Boxen Capacità: 14 000     | Sydbank Arena Capacità: 5 100 |
|                                       |                               |
| Frederikshavn Herning Kolding Næstved |                               |
| Frederikshavn                         | Næstved                       |
| Arena Nord Capacità: 2 800            | Næstved Arena Capacità: 3 500 |
|                                       |                               |

## Nazionali partecipanti
| Competizione                            | Posti | Qualificate                                                                  |
| --------------------------------------- | ----- | ---------------------------------------------------------------------------- |
| Nazionale del Paese ospitante           | 1     | Danimarca                                                                    |
| Campionato mondiale 2013                | 1     | Brasile                                                                      |
| Campionato europeo 2014                 | 1     | Norvegia                                                                     |
| Torneo di qualificazione europeo        | 9     | Francia Ungheria Montenegro Paesi Bassi Polonia Romania Russia Spagna Svezia |
| Campionato africano 2014                | 3     | Tunisia RD del Congo Angola                                                  |
| Campionato asiatico 2015                | 3     | Corea del Sud Giappone Cina                                                  |
| Campionato panamericano 2015            | 3     | Cuba Argentina Porto Rico                                                    |
| Torneo di qualificazione internazionale | 1     | Kazakistan                                                                   |
| Wild card                               | 2     | Germania Serbia                                                              |

## Turno preliminare

### Girone A

#### Classifica
| Pos. | Squadra    | Pt | G | V | N | P | GF  | GS  | DR  |
| ---- | ---------- | -- | - | - | - | - | --- | --- | --- |
| 1.   | Montenegro | 9  | 5 | 4 | 1 | 0 | 149 | 113 | +36 |
| 2.   | Ungheria   | 8  | 5 | 4 | 0 | 1 | 146 | 121 | +25 |
| 3.   | Danimarca  | 6  | 5 | 3 | 0 | 2 | 134 | 113 | +21 |
| 4.   | Serbia     | 5  | 5 | 2 | 1 | 2 | 144 | 132 | +12 |
| 5.   | Giappone   | 2  | 5 | 1 | 0 | 4 | 118 | 138 | -20 |
| 6.   | Tunisia    | 0  | 5 | 0 | 0 | 5 | 108 | 182 | -74 |

#### Risultati
| Herning 5 dicembre 2015, ore 15:45 UTC+1 | Montenegro | 28 – 28 (16-14) referto | Serbia | Jyske Bank Boxen |

| Herning 5 dicembre 2015, ore 18:00 UTC+1 | Ungheria | 39 – 20 (16-5) referto | Tunisia | Jyske Bank Boxen |

| Herning 5 dicembre 2015, ore 20:45 UTC+1 | Danimarca | 30 – 21 (17-11) referto | Giappone | Jyske Bank Boxen |

| Herning 6 dicembre 2015, ore 16:15 UTC+1 | Giappone | 23 – 29 (15-17) referto | Montenegro | Jyske Bank Boxen |

| Herning 6 dicembre 2015, ore 18:30 UTC+1 | Serbia | 26 – 32 (16-18) referto | Ungheria | Jyske Bank Boxen |

| Herning 6 dicembre 2015, ore 20:45 UTC+1 | Tunisia | 20 – 32 (10-16) referto | Danimarca | Jyske Bank Boxen |

| Herning 8 dicembre 2015, ore 16:15 UTC+1 | Giappone | 31 – 21 (13-9) referto | Tunisia | Jyske Bank Boxen |

| Herning 8 dicembre 2015, ore 18:30 UTC+1 | Montenegro | 32 – 15 (17-9) referto | Ungheria | Jyske Bank Boxen |

| Herning 8 dicembre 2015, ore 20:45 UTC+1 | Danimarca | 29 – 20 (13-12) referto | Serbia | Jyske Bank Boxen |

| Herning 9 dicembre 2015, ore 16:15 UTC+1 | Montenegro | 37 – 26 (19-12) referto | Tunisia | Jyske Bank Boxen |

| Herning 9 dicembre 2015, ore 18:30 UTC+1 | Serbia | 27 – 22 (13-12) referto | Giappone | Jyske Bank Boxen |

| Herning 9 dicembre 2015, ore 20:45 UTC+1 | Ungheria | 29 – 22 (15-12) referto | Danimarca | Jyske Bank Boxen |

| Herning 11 dicembre 2015, ore 16:15 UTC+1 | Ungheria | 31 – 21 (17-11) referto | Giappone | Jyske Bank Boxen |

| Herning 11 dicembre 2015, ore 18:30 UTC+1 | Tunisia | 21 – 43 (10-23) referto | Serbia | Jyske Bank Boxen |

| Herning 11 dicembre 2015, ore 20:45 UTC+1 | Danimarca | 21 – 23 (7-12) referto | Montenegro | Jyske Bank Boxen |

### Girone B

#### Classifica
| Pos. | Squadra     | Pt | G | V | N | P | GF  | GS  | DR  |
| ---- | ----------- | -- | - | - | - | - | --- | --- | --- |
| 1.   | Paesi Bassi | 9  | 5 | 4 | 1 | 0 | 183 | 116 | +67 |
| 2.   | Svezia      | 9  | 5 | 4 | 1 | 0 | 192 | 134 | +58 |
| 3.   | Polonia     | 6  | 5 | 3 | 0 | 2 | 135 | 135 | 0   |
| 4.   | Angola      | 4  | 5 | 2 | 0 | 3 | 144 | 155 | -10 |
| 5.   | Cina        | 2  | 5 | 1 | 0 | 4 | 141 | 180 | -39 |
| 6.   | Cuba        | 0  | 5 | 0 | 0 | 5 | 123 | 198 | -75 |

#### Risultati
| Næstved 5 dicembre 2015, ore 16:15 UTC+1 | Paesi Bassi | 42 – 21 (19-9) referto | Cina | Næstved Arena |

| Næstved 5 dicembre 2015, ore 18:00 UTC+1 | Cuba | 22 – 27 (11-12) referto | Polonia | Næstved Arena |

| Næstved 5 dicembre 2015, ore 20:45 UTC+1 | Svezia | 37 – 23 (18-12) referto | Angola | Næstved Arena |

| Næstved 6 dicembre 2015, ore 16:15 UTC+1 | Cina | 39 – 30 (22-15) referto | Cuba | Næstved Arena |

| Næstved 6 dicembre 2015, ore 18:30 UTC+1 | Angola | 24 – 37 (11-19) referto | Paesi Bassi | Næstved Arena |

| Næstved 6 dicembre 2015, ore 20:45 UTC+1 | Polonia | 30 – 31 (13-15) referto | Svezia | Næstved Arena |

| Næstved 8 dicembre 2015, ore 16:15 UTC+1 | Cuba | 23 – 38 (14-20) referto | Angola | Næstved Arena |

| Næstved 8 dicembre 2015, ore 18:30 UTC+1 | Polonia | 29 – 24 (12-11) referto | Cina | Næstved Arena |

| Næstved 8 dicembre 2015, ore 20:45 UTC+1 | Svezia | 28 – 28 (12-15) referto | Paesi Bassi | Næstved Arena |

| Næstved 9 dicembre 2015, ore 16:15 UTC+1 | Cuba | 23 – 45 (13-20) referto | Paesi Bassi | Næstved Arena |

| Næstved 9 dicembre 2015, ore 18:30 UTC+1 | Angola | 27 – 29 (15-12) referto | Polonia | Næstved Arena |

| Næstved 9 dicembre 2015, ore 20:45 UTC+1 | Svezia | 47 – 28 (25-14) referto | Cina | Næstved Arena |

| Næstved 11 dicembre 2015, ore 16:15 UTC+1 | Cina | 29 – 32 (11-15) referto | Angola | Næstved Arena |

| Næstved 11 dicembre 2015, ore 18:30 UTC+1 | Paesi Bassi | 31 – 20 (14-9) referto | Polonia | Næstved Arena |

| Næstved 11 dicembre 2015, ore 20:45 UTC+1 | Cuba | 25 – 49 (12-23) referto | Svezia | Næstved Arena |

### Girone C

#### Classifica
| Pos. | Squadra       | Pt | G | V | N | P | GF  | GS  | DR  |
| ---- | ------------- | -- | - | - | - | - | --- | --- | --- |
| 1.   | Brasile       | 9  | 5 | 4 | 1 | 0 | 183 | 116 | +67 |
| 2.   | Francia       | 7  | 5 | 3 | 1 | 1 | 192 | 134 | +58 |
| 3.   | Germania      | 6  | 5 | 3 | 0 | 2 | 135 | 135 | 0   |
| 4.   | Corea del Sud | 6  | 5 | 2 | 2 | 1 | 144 | 155 | -10 |
| 5.   | Argentina     | 2  | 5 | 1 | 0 | 4 | 141 | 180 | -39 |
| 6.   | RD del Congo  | 0  | 5 | 0 | 0 | 5 | 123 | 198 | -75 |

#### Risultati
| Kolding 5 dicembre 2015, ore 16:00 UTC+1 | Argentina | 23 – 15 (11-10) referto | RD del Congo | Sydbank Arena |

| Kolding 5 dicembre 2015, ore 18:15 UTC+1 | Francia | 30 – 20 (16-7) referto | Germania | Sydbank Arena |

| Kolding 5 dicembre 2015, ore 20:30 UTC+1 | Brasile | 24 – 24 (10-12) referto | Corea del Sud | Sydbank Arena |

| Kolding 7 dicembre 2015, ore 16:00 UTC+1 | RD del Congo | 11 – 26 (4-14) referto | Brasile | Sydbank Arena |

| Kolding 7 dicembre 2015, ore 18:15 UTC+1 | Corea del Sud | 22 – 22 (11-11) referto | Francia | Sydbank Arena |

| Kolding 7 dicembre 2015, ore 20:30 UTC+1 | Germania | 33 – 13 (17-8) referto | Argentina | Sydbank Arena |

| Kolding 8 dicembre 2015, ore 16:00 UTC+1 | Corea del Sud | 35 – 17 (14-6) referto | RD del Congo | Sydbank Arena |

| Kolding 8 dicembre 2015, ore 18:15 UTC+1 | Francia | 20 – 12 (13-6) referto | Argentina | Sydbank Arena |

| Kolding 8 dicembre 2015, ore 20:30 UTC+1 | Brasile | 24 – 21 (9-8) referto | Germania | Sydbank Arena |

| Kolding 10 dicembre 2015, ore 16:00 UTC+1 | Argentina | 19 – 23 (8-11) referto | Brasile | Sydbank Arena |

| Kolding 10 dicembre 2015, ore 18:15 UTC+1 | Francia | 29 – 16 (14-10) referto | RD del Congo | Sydbank Arena |

| Kolding 10 dicembre 2015, ore 20:30 UTC+1 | Germania | 40 – 28 (14-15) referto | Corea del Sud | Sydbank Arena |

| Kolding 11 dicembre 2015, ore 16:00 UTC+1 | Argentina | 22 – 29 (12-14) referto | Corea del Sud | Sydbank Arena |

| Kolding 11 dicembre 2015, ore 18:15 UTC+1 | Brasile | 21 – 20 (11-9) referto | Francia | Sydbank Arena |

| Kolding 11 dicembre 2015, ore 20:30 UTC+1 | RD del Congo | 19 – 37 (11-18) referto | Germania | Sydbank Arena |

### Girone D

#### Classifica
| Pos. | Squadra    | Pt | G | V | N | P | GF  | GS  | DR   |
| ---- | ---------- | -- | - | - | - | - | --- | --- | ---- |
| 1.   | Russia     | 10 | 5 | 5 | 0 | 1 | 171 | 115 | +56  |
| 2.   | Norvegia   | 8  | 5 | 4 | 0 | 1 | 159 | 106 | +53  |
| 3.   | Spagna     | 6  | 5 | 3 | 0 | 2 | 148 | 98  | +50  |
| 4.   | Romania    | 4  | 5 | 2 | 0 | 3 | 150 | 116 | +34  |
| 5.   | Porto Rico | 2  | 5 | 1 | 0 | 4 | 88  | 197 | -109 |
| 6.   | Kazakistan | 0  | 5 | 0 | 0 | 5 | 95  | 179 | -84  |

#### Risultati
| Frederikshavn 5 dicembre 2015, ore 16:00 UTC+1 | Romania | 47 – 14 (23-3) referto | Porto Rico | Arena Nord |

| Frederikshavn 5 dicembre 2015, ore 18:15 UTC+1 | Spagna | 31 – 10 (16-5) referto | Kazakistan | Arena Nord |

| Frederikshavn 5 dicembre 2015, ore 20:30 UTC+1 | Norvegia | 25 – 26 (11-14) referto | Russia | Arena Nord |

| Frederikshavn 7 dicembre 2015, ore 16:00 UTC+1 | Kazakistan | 20 – 36 (12-18) referto | Romania | Arena Nord |

| Frederikshavn 7 dicembre 2015, ore 18:15 UTC+1 | Russia | 28 – 26 (16-14) referto | Spagna | Arena Nord |

| Frederikshavn 7 dicembre 2015, ore 20:30 UTC+1 | Porto Rico | 13 – 39 (6-17) referto | Norvegia | Arena Nord |

| Frederikshavn 8 dicembre 2015, ore 16:00 UTC+1 | Russia | 45 – 18 (22-7) referto | Porto Rico | Arena Nord |

| Frederikshavn 8 dicembre 2015, ore 18:15 UTC+1 | Spagna | 26 – 18 (13-12) referto | Romania | Arena Nord |

| Frederikshavn 8 dicembre 2015, ore 20:30 UTC+1 | Norvegia | 40 – 19 (20-10) referto | Kazakistan | Arena Nord |

| Frederikshavn 10 dicembre 2015, ore 16:00 UTC+1 | Kazakistan | 19 – 42 (6-21) referto | Russia | Arena Nord |

| Frederikshavn 10 dicembre 2015, ore 18:15 UTC+1 | Spagna | 39 – 13 (18-8) referto | Porto Rico | Arena Nord |

| Frederikshavn 10 dicembre 2015, ore 20:30 UTC+1 | Romania | 22 – 26 (10-13) referto | Norvegia | Arena Nord |

| Frederikshavn 11 dicembre 2015, ore 16:00 UTC+1 | Porto Rico | 30 – 27 (18-14) referto | Kazakistan | Arena Nord |

| Frederikshavn 11 dicembre 2015, ore 18:15 UTC+1 | Romania | 27 – 30 (16-17) referto | Russia | Arena Nord |

| Frederikshavn 11 dicembre 2015, ore 20:30 UTC+1 | Norvegia | 29 – 26 (18-12) referto | Spagna | Arena Nord |

## Coppa del Presidente

### Play-off 17º-20º posto
| Kolding 13 dicembre 2015, ore 15:30 UTC+1 | Giappone | 24 – 29 (11-16) referto | Cina | Sydbank Arena |

| Kolding 13 dicembre 2015, ore 18:00 UTC+1 | Argentina | 28 – 14 (13-6) referto | Porto Rico | Sydbank Arena |

### Play-off 21º-24º posto
| Herning 13 dicembre 2015, ore 15:30 UTC+1 | Tunisia | 28 – 24 (15-12) referto | Cuba | Jyske Bank Boxen |

| Herning 13 dicembre 2015, ore 18:00 UTC+1 | RD del Congo | 30 – 31 (12-11) referto | Kazakistan | Jyske Bank Boxen |

### Finale 23º posto
| Herning 14 dicembre 2015, ore 15:30 UTC+1 | Cuba | 29 – 19 (14-10) referto | RD del Congo | Jyske Bank Boxen |

### Finale 21º posto
| Herning 14 dicembre 2015, ore 13:00 UTC+1 | Tunisia | 39 – 23 (16-12) referto | Kazakistan | Jyske Bank Boxen |

### Finale 19º posto
| Kolding 14 dicembre 2015, ore 13:00 UTC+1 | Giappone | 44 – 15 (21-7) referto | Porto Rico | Sydbank Arena |

### Finale 17º posto
| Kolding 14 dicembre 2015, ore 15:30 UTC+1 | Cina | 35 – 27 (20-9) referto | Argentina | Sydbank Arena |

## Fase finale

### Tabellone
|  | Ottavi di finale | Ottavi di finale |                  |    | Quarti di finale          | Quarti di finale          |                  |                  | Semifinali | Semifinali |  |  | Finale | Finale |
|  |                  |                  |                  |    |                           |                           |                  |                  |            |            |  |  |        |        |
|  | 13 dicembre 2015 |                  |                  |    |                           |                           |                  |                  |            |            |  |  |        |        |
|  |                  |                  |                  |    |                           |                           |                  |                  |            |            |  |  |        |        |
|  | Paesi Bassi      | 36               |                  |    |                           |                           |                  |                  |            |            |  |  |        |        |
|  | Paesi Bassi      | 36               | 16 dicembre 2015 |    |                           |                           |                  |                  |            |            |  |  |        |        |
|  | Serbia           | 20               |                  |    |                           |                           |                  |                  |            |            |  |  |        |        |
|  | Serbia           | 20               | Paesi Bassi      | 28 |                           |                           |                  |                  |            |            |  |  |        |        |
|  | 14 dicembre 2015 |                  | Paesi Bassi      | 28 |                           |                           |                  |                  |            |            |  |  |        |        |
|  |                  | Francia          | 25               |    |                           |                           |                  |                  |            |            |  |  |        |        |
|  | Spagna           | Francia          | 25               | 21 |                           |                           |                  |                  |            |            |  |  |        |        |
|  | Spagna           |                  | 18 dicembre 2015 | 21 |                           |                           |                  |                  |            |            |  |  |        |        |
|  | Francia          | 22               |                  |    |                           |                           |                  |                  |            |            |  |  |        |        |
|  | Francia          | 22               | Paesi Bassi      | 30 |                           |                           |                  |                  |            |            |  |  |        |        |
|  | 14 dicembre 2015 |                  | Paesi Bassi      | 30 |                           |                           |                  |                  |            |            |  |  |        |        |
|  |                  | Polonia          | 25               |    |                           |                           |                  |                  |            |            |  |  |        |        |
|  | Polonia          | Polonia          | 25               | 24 |                           |                           |                  |                  |            |            |  |  |        |        |
|  | Polonia          | 16 dicembre 2015 |                  | 24 |                           |                           |                  |                  |            |            |  |  |        |        |
|  | Ungheria         | 23               |                  |    |                           |                           |                  |                  |            |            |  |  |        |        |
|  | Ungheria         | 23               | Polonia          | 21 |                           |                           |                  |                  |            |            |  |  |        |        |
|  | 14 dicembre 2015 |                  | Polonia          | 21 |                           |                           |                  |                  |            |            |  |  |        |        |
|  |                  | Russia           | 20               |    |                           |                           |                  |                  |            |            |  |  |        |        |
|  | Russia           | Russia           | 20               | 30 |                           |                           |                  |                  |            |            |  |  |        |        |
|  | Russia           |                  | 20 dicembre 2015 | 30 |                           |                           |                  |                  |            |            |  |  |        |        |
|  | Corea del Sud    | 25               |                  |    |                           |                           |                  |                  |            |            |  |  |        |        |
|  | Corea del Sud    | 25               | Paesi Bassi      | 23 |                           |                           |                  |                  |            |            |  |  |        |        |
|  | 13 dicembre 2015 |                  | Paesi Bassi      | 23 |                           |                           |                  |                  |            |            |  |  |        |        |
|  |                  | Norvegia         | 31               |    |                           |                           |                  |                  |            |            |  |  |        |        |
|  | Germania         | Norvegia         | 31               | 22 |                           |                           |                  |                  |            |            |  |  |        |        |
|  | Germania         | 16 dicembre 2015 |                  | 22 |                           |                           |                  |                  |            |            |  |  |        |        |
|  | Norvegia         | 28               |                  |    |                           |                           |                  |                  |            |            |  |  |        |        |
|  | Norvegia         | 28               | Norvegia         | 26 |                           |                           |                  |                  |            |            |  |  |        |        |
|  | 14 dicembre 2015 |                  | Norvegia         | 26 |                           |                           |                  |                  |            |            |  |  |        |        |
|  |                  | Montenegro       | 25               |    |                           |                           |                  |                  |            |            |  |  |        |        |
|  | Montenegro       | Montenegro       | 25               | 38 |                           |                           |                  |                  |            |            |  |  |        |        |
|  | Montenegro       |                  | 18 dicembre 2015 | 38 |                           |                           |                  |                  |            |            |  |  |        |        |
|  | Angola           | 28               |                  |    |                           |                           |                  |                  |            |            |  |  |        |        |
|  | Angola           | 28               | Norvegia (dts)   | 35 |                           |                           |                  |                  |            |            |  |  |        |        |
|  | 13 dicembre 2015 |                  | Norvegia (dts)   | 35 |                           |                           |                  |                  |            |            |  |  |        |        |
|  |                  | Romania          | 33               |    | Finale per il terzo posto | Finale per il terzo posto |                  |                  |            |            |  |  |        |        |
|  | Danimarca        | Romania          | 33               | 26 | Finale per il terzo posto | Finale per il terzo posto |                  |                  |            |            |  |  |        |        |
|  | Danimarca        | 16 dicembre 2015 | 16 dicembre 2015 | 26 |                           |                           | 22 dicembre 2015 | 22 dicembre 2015 |            |            |  |  |        |        |
|  | Svezia           | 16 dicembre 2015 | 16 dicembre 2015 | 19 |                           |                           | 22 dicembre 2015 | 22 dicembre 2015 |            |            |  |  |        |        |
|  | Svezia           | Danimarca        | 30               | 19 | Polonia                   | 22                        |                  |                  |            |            |  |  |        |        |
|  | 13 dicembre 2015 | Danimarca        | 30               |    | Polonia                   | 22                        |                  |                  |            |            |  |  |        |        |
|  |                  | Romania          | 31               |    | Romania                   | 31                        |                  |                  |            |            |  |  |        |        |
|  | Brasile          | Romania          | 31               | 22 | Romania                   | 31                        |                  |                  |            |            |  |  |        |        |
|  | Brasile          |                  |                  | 22 |                           |                           |                  |                  |            |            |  |  |        |        |
|  | Romania          | 25               |                  |    |                           |                           |                  |                  |            |            |  |  |        |        |
|  | Romania          | 25               |                  |    |                           |                           |                  |                  |            |            |  |  |        |        |

### Ottavi di finale
| Frederikshavn 13 dicembre 2015, ore 20:30 UTC+1 | Germania | 22 – 28 (10-15) referto | Norvegia | Arena Nord |

| Kolding 13 dicembre 2015, ore 20:30 UTC+1 | Brasile | 22 – 25 (8-13) referto | Romania | Sydbank Arena |

| Herning 13 dicembre 2015, ore 20:45 UTC+1 | Danimarca | 26 – 19 (15-7) referto | Svezia | Jyske Bank Boxen |

| Næstved 13 dicembre 2015, ore 20:45 UTC+1 | Paesi Bassi | 36 – 20 (17-6) referto | Serbia | Næstved Arena |

| Kolding 14 dicembre 2015, ore 17:45 UTC+1 | Spagna | 21 – 22 (12-9) referto | Francia | Sydbank Arena |

| Herning 14 dicembre 2015, ore 18:00 UTC+1 | Polonia | 24 – 23 (13-14) referto | Ungheria | Jyske Bank Boxen |

| Kolding 14 dicembre 2015, ore 20:30 UTC+1 | Russia | 30 – 25 (16-13) referto | Corea del Sud | Sydbank Arena |

| Herning 14 dicembre 2015, ore 20:45 UTC+1 | Montenegro | 38 – 28 (19-13) referto | Angola | Jyske Bank Boxen |

### Quarti di finale
| Kolding 16 dicembre 2015, ore 17:45 UTC+1 | Paesi Bassi | 28 – 25 (15-12) referto | Francia | Sydbank Arena |

| Herning 16 dicembre 2015, ore 18:00 UTC+1 | Polonia | 21 – 20 (11-9) referto | Russia | Jyske Bank Boxen |

| Kolding 16 dicembre 2015, ore 20:30 UTC+1 | Norvegia | 26 – 25 (13-11) referto | Montenegro | Sydbank Arena |

| Herning 16 dicembre 2015, ore 20:45 UTC+1 | Danimarca | 30 – 31 (10-13) referto | Romania | Jyske Bank Boxen |

### Play-off 5º-8º posto
| Herning 18 dicembre 2015, ore 13:00 UTC+1 | Francia | 25 – 31 (8-15) referto | Russia | Jyske Bank Boxen |

| Herning 18 dicembre 2015, ore 15:30 UTC+1 | Montenegro | 20 – 28 (11-15) referto | Danimarca | Jyske Bank Boxen |

### Semifinali
| Herning 18 dicembre 2015, ore 18:00 UTC+1 | Paesi Bassi | 30 – 25 (15-8) referto | Polonia | Jyske Bank Boxen (9 500 spett.) |

| Herning 18 dicembre 2015, ore 20:45 UTC+1 | Norvegia | 35 – 33 (d.t.s.) (17-14; 27-27) referto | Romania | Jyske Bank Boxen (10 200 spett.) |

### Finale 7º posto
| Herning 20 dicembre 2015, ore 09:45 UTC+1 | Francia | 34 – 23 (20-13) referto | Montenegro | Jyske Bank Boxen (1 000 spett.) |

### Finale 5º posto
| Herning 20 dicembre 2015, ore 12:15 UTC+1 | Russia | 25 – 21 (12-16) referto | Danimarca | Jyske Bank Boxen (9 000 spett.) |

### Finale 3º posto
| Herning 20 dicembre 2015, ore 14:45 UTC+1 | Polonia | 22 – 31 (8-15) referto | Romania | Jyske Bank Boxen (11 000 spett.) |

### Finale
| Herning 20 dicembre 2015, ore 17:15 UTC+1 | Paesi Bassi | 23 – 31 (9-20) referto | Norvegia | Jyske Bank Boxen (12 500 spett.) |

## Classifica finale
| Pos.    | Nazione       |
| ------- | ------------- |
| Oro     | Norvegia      |
| Argento | Paesi Bassi   |
| Bronzo  | Romania       |
| 4       | Polonia       |
| 5       | Russia        |
| 6       | Danimarca     |
| 7       | Francia       |
| 8       | Montenegro    |
| 9       | Svezia        |
| 10      | Brasile       |
| 11      | Ungheria      |
| 12      | Spagna        |
| 13      | Germania      |
| 14      | Corea del Sud |
| 15      | Serbia        |
| 16      | Angola        |
| 17      | Cina          |
| 18      | Argentina     |
| 19      | Giappone      |
| 20      | Porto Rico    |
| 21      | Tunisia       |
| 22      | Kazakistan    |
| 23      | Cuba          |
| 24      | RD del Congo  |

|  | Qualificata ai Giochi della XXXI Olimpiade          |
|  | Qualificata al torneo preolimpico di qualificazione |

## Statistiche

### Classifica marcatrici
Fonte:.
| Pos. | Nome                  | Nazionale    | Reti | Tiri | %   |
| ---- | --------------------- | ------------ | ---- | ---- | --- |
| 1    | Cristina Neagu        | Romania      | 63   | 104  | 61% |
| 2    | Jovanka Radičević     | Montenegro   | 65   | 85   | 71% |
| 3    | Anna Vjachireva       | Russia       | 52   | 76   | 68% |
| 3    | Karolina Kudłacz-Gloc | Polonia      | 52   | 82   | 63% |
| 5    | Estavana Polman       | Paesi Bassi  | 51   | 86   | 59% |
| 6    | Katarina Bulatović    | Montenegro   | 49   | 80   | 61% |
| 7    | Stine Jørgensen       | Danimarca    | 48   | 75   | 64% |
| 8    | Christianne Mwasesa   | RD del Congo | 45   | 87   | 52% |
| 9    | Nora Mørk             | Norvegia     | 44   | 76   | 58% |
| 10   | Natália Bernardo      | Angola       | 43   | 60   | 72% |
| 10   | Mouna Chebbah         | Tunisia      | 43   | 80   | 54% |

## Premi individuali
Migliori giocatrici del torneo.
| Ruolo               | Giocatrice              |
| ------------------- | ----------------------- |
| Migliore giocatrice | Cristina Neagu          |
| Portiere            | Tess Wester             |
| Ala sinistra        | Jovanka Radičević       |
| Terzino sinistro    | Nora Mørk               |
| Centrale            | Stine Bredal Oftedal    |
| Terzino destro      | Cristina Neagu          |
| Ala destra          | Valentina Ardean Elisei |
| Pivot               | Heidi Løke              |